# 임병식
임병식(林炳湜, 일본식 이름: 林常雄린 쓰네오, 1894년 ~ ?)은 일제강점기의 경찰이다.

## 생애
1923년 경부보시험에 합격했고, 1924년부터 1927년까지 경기도 경찰부 광주경찰서 경부보를 역임했다. 경기도 경찰부 경무과(1928년), 경기도 경찰부 고등경찰과(1929년), 평안북도 경찰부 희천경찰서(1931년 ~ 1933년), 평안북도 경찰부 위원경찰서(1934년 ~ 1936년)에서 근무했고, 1936년부터 1941년까지 평안북도 경찰부 구성경찰서 사법주임과 조선총독부 평안북도 경부보를 역임했다.
평안북도 경찰부 경부보로 재직 중이던 1931년에 일어난 만주사변 때 국경 경비 업무를 맡는 한편 일본군의 항일 세력 탄압과 군 수송 업무에 협조했다. 만주 사변에 협력한 공로를 인정받아 위로 을(慰勞 乙)에 상신되었으며, 1937년 6월 5일 일본 정부로부터 만주 사변 종군기장을 받았다. 중일 전쟁 중이던 1937년 7월부터 1940년 4월까지 유언비어와 그 외의 시국 범죄 단속 업무를 수행하여 36건의 검거 실적을 올렸고, 75회에 이르는 시국좌담회를 개최하는 등 국방사상 보급 및 선전, 사상 통제, 여론 환기 등에 앞장서는 등 일본의 침략 전쟁에 적극 협력했다. 1939년 9월 23일 중일 전쟁에 협력한 공로를 인정받아 일본 정부로부터 훈8등 서보장을 받았다.
민족문제연구소의 친일인명사전 수록자 명단의 경찰 부문, 친일반민족행위진상규명위원회가 발표한 친일반민족행위 705인 명단에 포함되었다.

## 참고자료
- 친일반민족행위진상규명위원회 (2009). 〈임병식〉. 《친일반민족행위진상규명 보고서 Ⅳ-15》. 서울. 87~91쪽.